# Magrie
Magrie  est une commune française du département de l'Aude en région Occitanie.
La commune possède un patrimoine naturel remarquable composé d'une zone naturelle d'intérêt écologique, faunistique et floristique.
Grâce à l'ensoleillement remarquable de son vignoble, les vins de Magrie, AOC Crémant et Blanquette de Limoux, ainsi que les blancs et les rouges sont appréciés.

## Géographie

### Localisation
Magrie est  petit bourg pittoresque situé au cœur de vignobles du Limouxin, dans l'ouest du département de l'Aude, dans l'aire urbaine de Limoux en périphérie de Limoux.
Sur le plan historique et culturel, la commune fait partie du Razès, un pays historiquement très étendu, qui ne se résume aujourd'hui qu'aux collines de la Malepère et au bas Razès au centre et au sud, limité par le pays de Sault.
Magrie fait partie de l'unité urbaine de Limoux et fait partie de l'aire d'attraction de Limoux.

### Communes limitrophes
Les communes limitrophes sont  Alet-les-Bains, Cournanel, La Digne-d'Aval, Limoux, Roquetaillade-et-Conilhac et Tourreilles.
| La Digne-d'Aval | Limoux                    |                |
| Tourreilles     | Magrie                    | Cournanel      |
|                 | Roquetaillade-et-Conilhac | Alet-les-Bains |

### Hydrographie

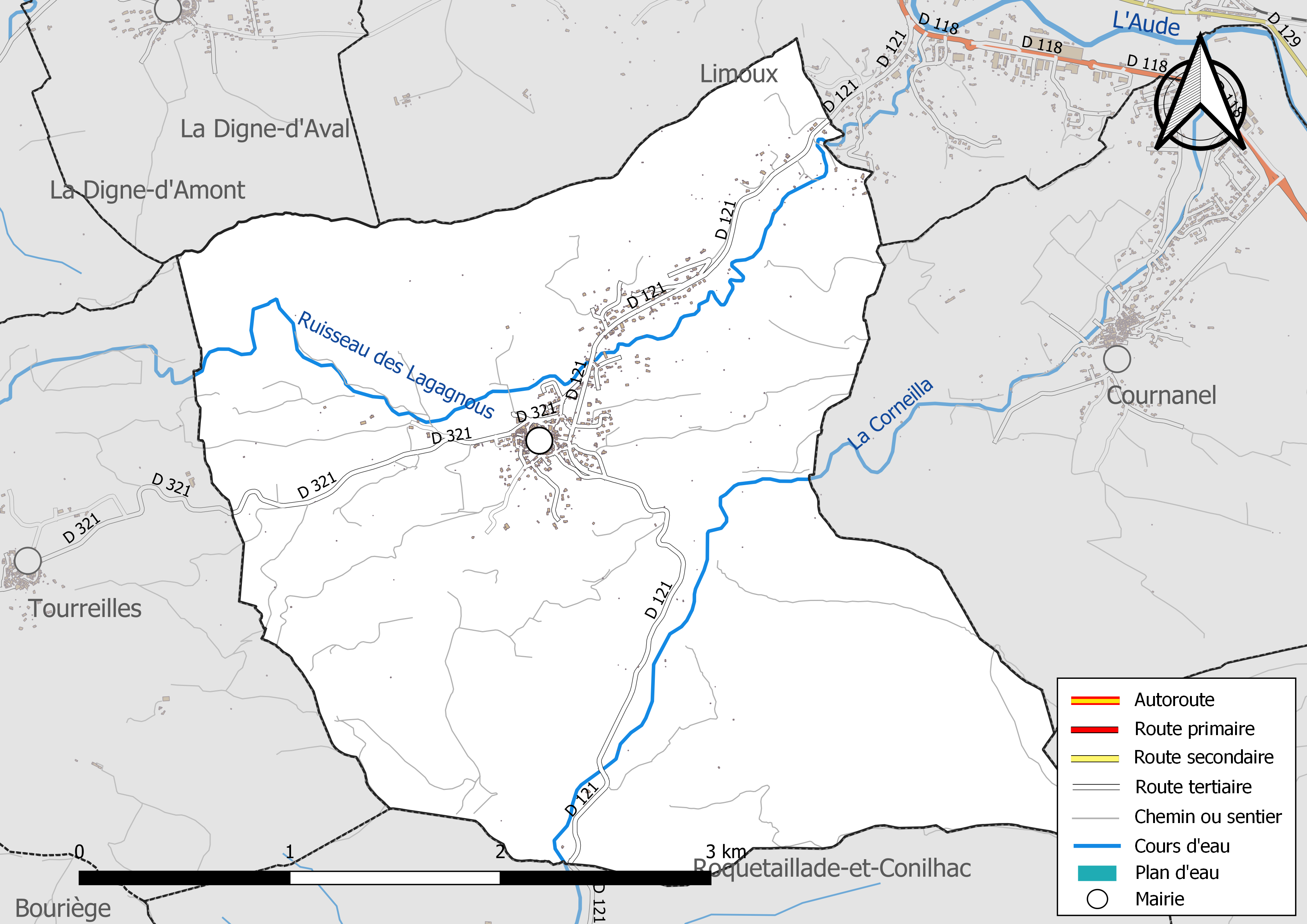
Carte hydrographique de la commune.

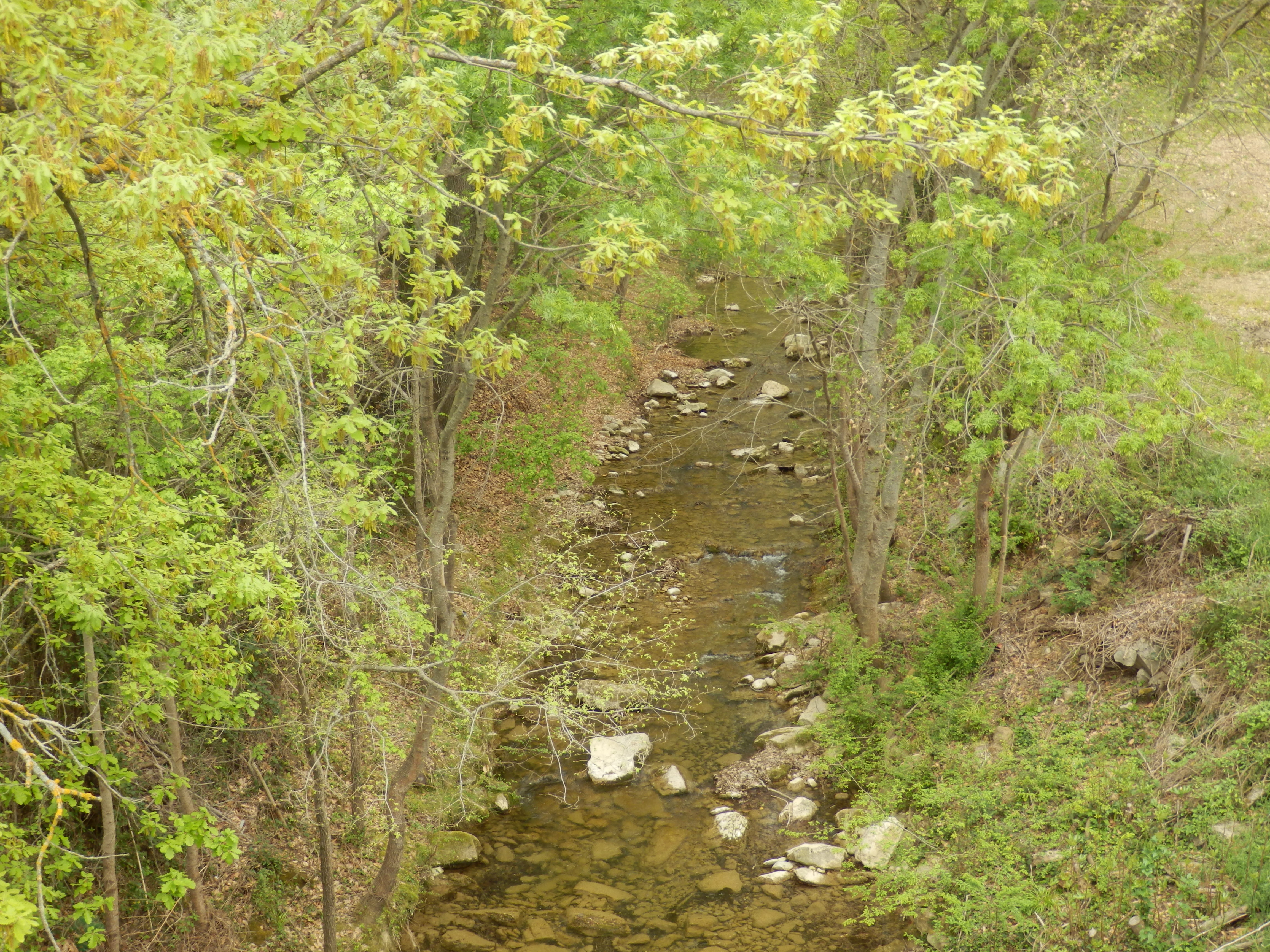
La Corneilla sur la commune de Magrie.

La commune est dans la région hydrographique « Côtiers méditerranéens », au sein du bassin hydrographique Rhône-Méditerranée-Corse. Elle est drainée par la Corneilla et le ruisseau des Langagnous, qui constituent un réseau hydrographique de 7 km de longueur totale,.
La Corneilla, d'une longueur totale de 21,6 km, prend sa source dans la commune de Festes-et-Saint-André et s'écoule du sud-ouest vers le nord-est. Elle traverse la commune et se jette dans l'Aude à Cournanel, après avoir traversé 6 communes.
Le ruisseau des Langagnous, d'une longueur totale de 12 km, prend sa source dans la commune de Castelreng et s'écoule du sud-ouest vers le nord-est. Il traverse la commune et se jette dans l'Aude à Limoux, après avoir traversé 5 communes.

### Climat
Pour des articles plus généraux, voir Climat de l'Occitanie et Climat de l'Aude.
En 2010, le climat de la commune est de type climat océanique altéré, selon une étude s'appuyant sur une série de données couvrant la période 1971-2000. En 2020, Météo-France publie une typologie des climats de la France métropolitaine dans laquelle la commune est exposée à un climat de montagne ou de marges de montagne et est dans la région climatique Pyrénées orientales, caractérisée par une faible pluviométrie, un très bon ensoleillement (2 600 h/an), un air sec, particulièrement en hiver et peu de brouillards.
Pour la période 1971-2000, la température annuelle moyenne est de 13,3 °C, avec une amplitude thermique annuelle de 15,4 °C. Le cumul annuel moyen de précipitations est de 820 mm, avec 10,4 jours de précipitations en janvier et 5,5 jours en juillet. Pour la période 1991-2020, la température moyenne annuelle observée sur la station météorologique la plus proche, située sur la commune de Limoux à 4 km à vol d'oiseau, est de 13,6 °C et le cumul annuel moyen de précipitations est de 666,0 mm,. Pour l'avenir, les paramètres climatiques de la commune estimés pour 2050 selon différents scénarios d'émission de gaz à effet de serre sont consultables sur un site dédié publié par Météo-France en novembre 2022.

### Milieux naturels et biodiversité

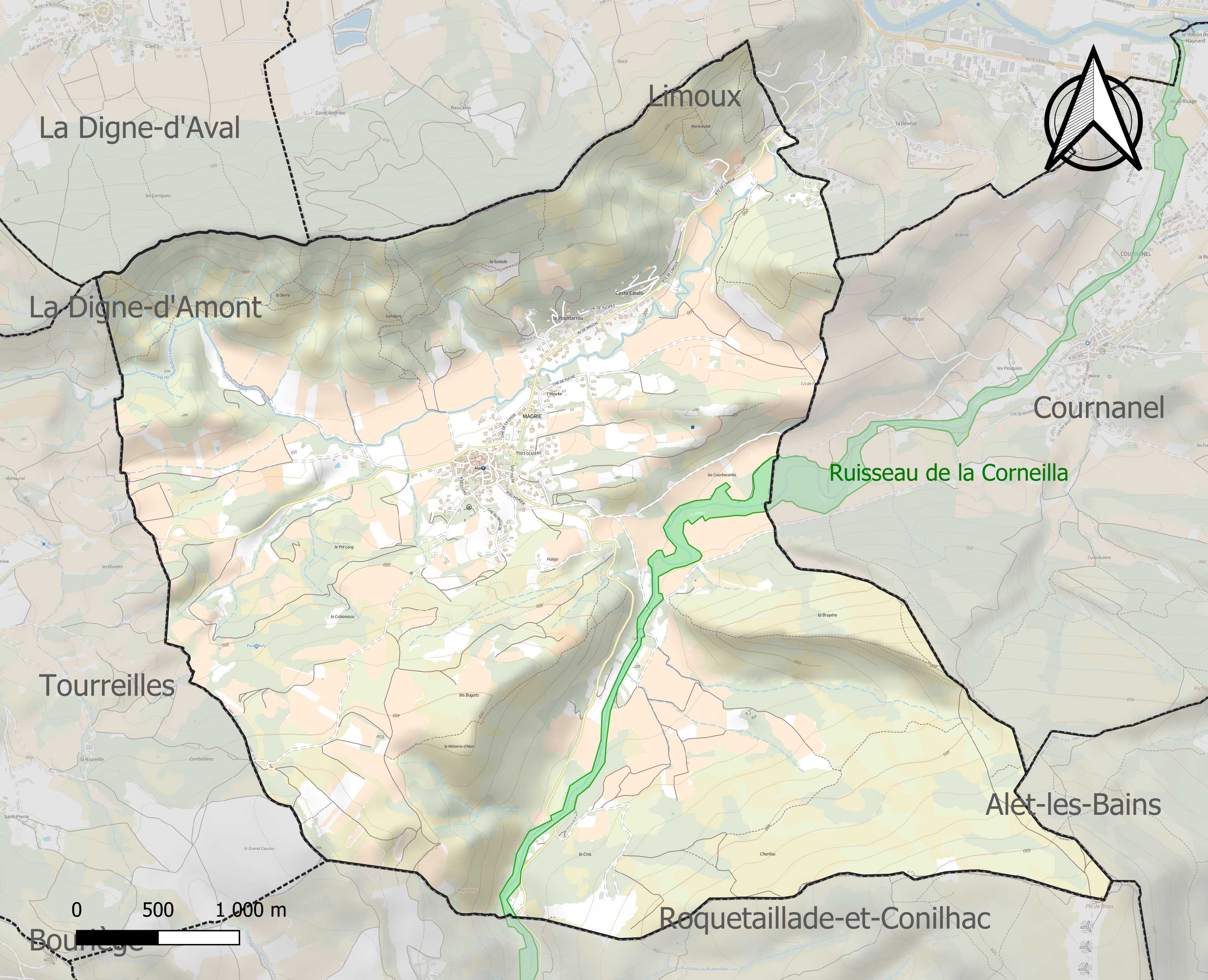
Carte de la ZNIEFF de type 1 localisée sur la commune.

L’inventaire des zones naturelles d'intérêt écologique, faunistique et floristique (ZNIEFF) a pour objectif de réaliser une couverture des zones les plus intéressantes sur le plan écologique, essentiellement dans la perspective d’améliorer la connaissance du patrimoine naturel national et de fournir aux différents décideurs un outil d’aide à la prise en compte de l’environnement dans l’aménagement du territoire. Une ZNIEFF de type 1 est recensée sur la commune :
le « ruisseau de la Corneilla » (92 ha), couvrant 7 communes du département.

## Urbanisme

### Typologie
Au 1er janvier 2024, Magrie est catégorisée commune rurale à habitat dispersé, selon la nouvelle grille communale de densité à 7 niveaux définie par l'Insee en 2022.
Elle appartient à l'unité urbaine de Limoux, une agglomération intra-départementale dont elle est une commune de la banlieue,. Par ailleurs la commune fait partie de l'aire d'attraction de Limoux, dont elle est une commune de la couronne,. Cette aire, qui regroupe 39 communes, est catégorisée dans les aires de moins de 50 000 habitants,.

### Occupation des sols

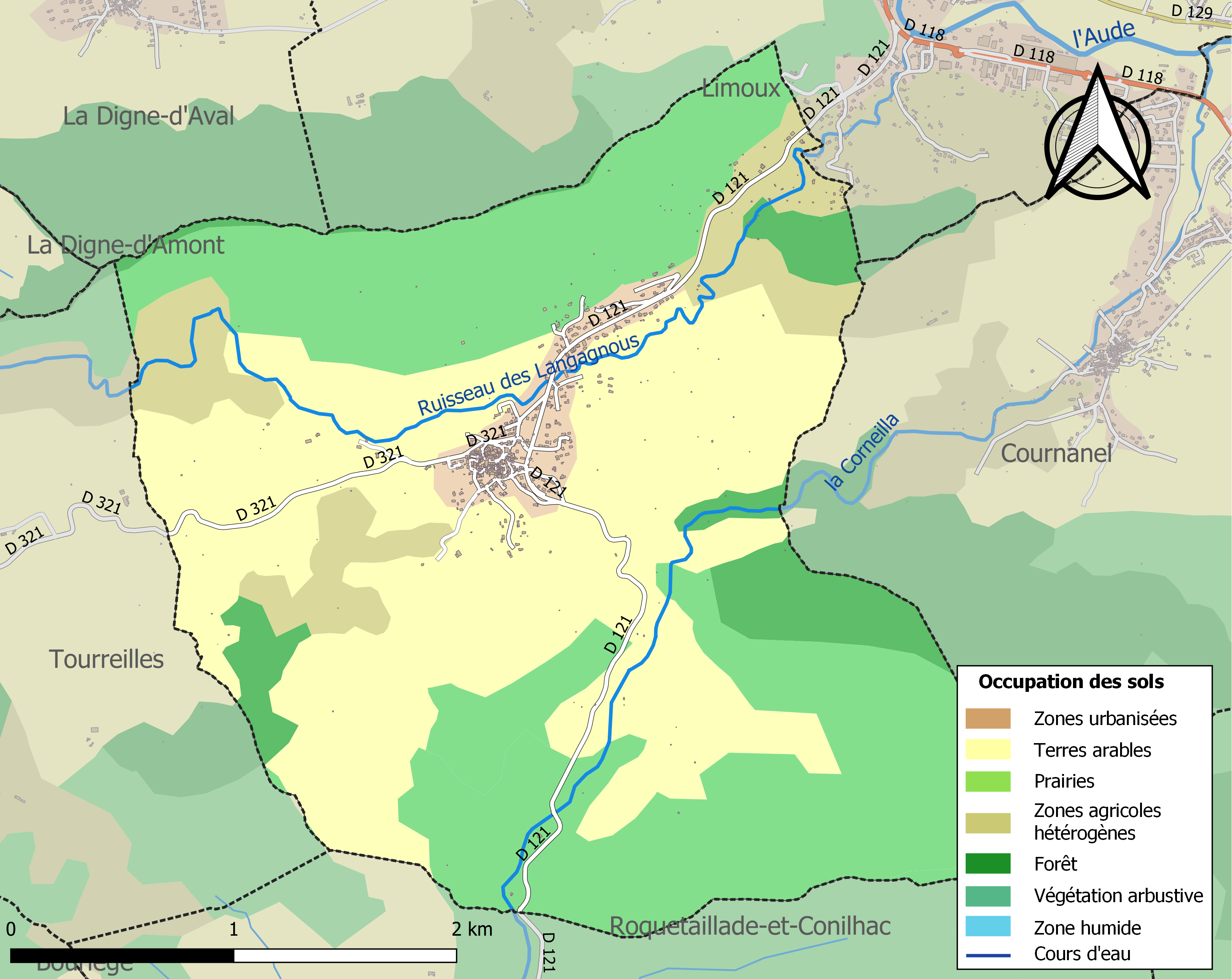
Carte des infrastructures et de l'occupation des sols de la commune en 2018 (CLC).

L'occupation des sols de la commune, telle qu'elle ressort de la base de données européenne d’occupation biophysique des sols Corine Land Cover (CLC), est marquée par l'importance des territoires agricoles (49,5 % en 2018), en diminution par rapport à 1990 (57,2 %). La répartition détaillée en 2018 est la suivante : cultures permanentes (40,7 %), milieux à végétation arbustive et/ou herbacée (40,2 %), zones agricoles hétérogènes (8,8 %), forêts (6,8 %), zones urbanisées (3,5 %). L'évolution de l’occupation des sols de la commune et de ses infrastructures peut être observée sur les différentes représentations cartographiques du territoire : la carte de Cassini (XVIIIe siècle), la carte d'état-major (1820-1866) et les cartes ou photos aériennes de l'IGN pour la période actuelle (1950 à aujourd'hui).

### Habitat et logement
En 2020, le nombre total de logements dans la commune était de 268, alors qu'il était de 266 en 2015 et de 247 en 2010.
Parmi ces logements, 89,9 % étaient des résidences principales, 2,6 % des résidences secondaires et 7,5 % des logements vacants. Ces logements étaient pour 99,3 % d'entre eux des maisons individuelles et pour 0,7 % des appartements.
Le tableau ci-dessous présente la typologie des logements à Magrie en 2020 en comparaison avec celle de l'Aude et de la France entière. Une caractéristique marquante du parc de logements est ainsi une proportion de résidences secondaires et logements occasionnels (2,6 %) inférieure à celle du département (25,3 %) et à celle de la France entière (9,7 %). Concernant le statut d'occupation de ces logements, 80,1 % des habitants de la commune sont propriétaires de leur logement (82,1 % en 2015), contre 62,1 % pour l'Aude et 57,5 pour la France entière.
| Typologie                                               | Magrie | Aude | France entière |
| ------------------------------------------------------- | ------ | ---- | -------------- |
| Résidences principales (en %)                           | 89,9   | 66,4 | 82,1           |
| Résidences secondaires et logements occasionnels (en %) | 2,6    | 25,3 | 9,7            |
| Logements vacants (en %)                                | 7,5    | 8,2  | 8,2            |

### Risques naturels et technologiques
Le territoire de la commune de Magrie est vulnérable à différents aléas naturels : météorologiques (tempête, orage, neige, grand froid, canicule ou sécheresse), inondations, feux de forêts et séisme (sismicité faible). Un site publié par le BRGM permet d'évaluer simplement et rapidement les risques d'un bien localisé soit par son adresse soit par le numéro de sa parcelle.
Certaines parties du territoire communal sont susceptibles d’être affectées par le risque d’inondation par débordement de cours d'eau, notamment le ruisseau des Langagnous et la Corneilla. La commune a été reconnue en état de catastrophe naturelle au titre des dommages causés par les inondations et coulées de boue survenues en 1982, 1992, 2009, 2018 et 2020,.

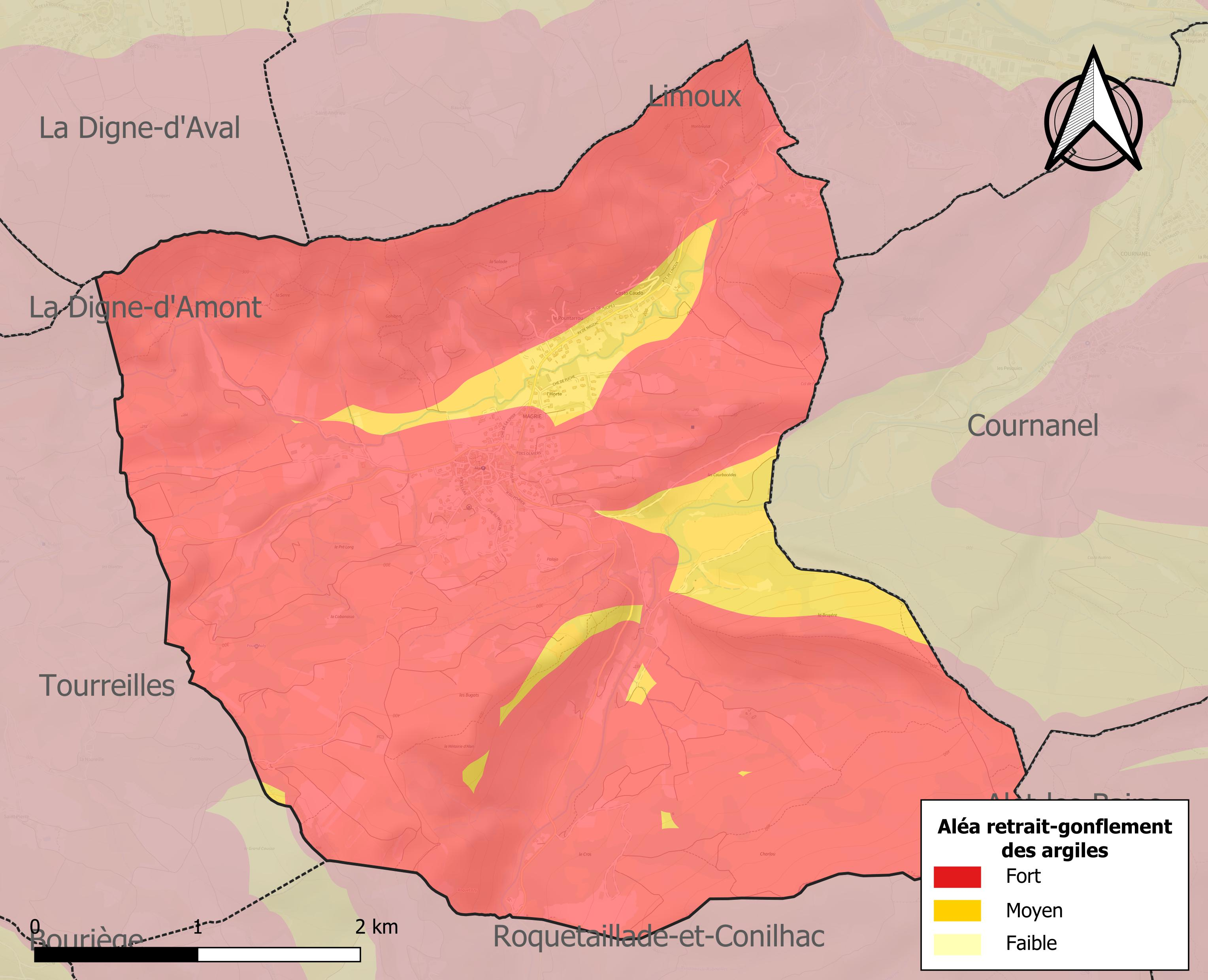
Carte des zones d'aléa retrait-gonflement des sols argileux de Magrie.

Le retrait-gonflement des sols argileux est susceptible d'engendrer des dommages importants aux bâtiments en cas d’alternance de périodes de sécheresse et de pluie. La totalité de la commune est en aléa moyen ou fort (75,2 % au niveau départemental et 48,5 % au niveau national). Sur les 282 bâtiments dénombrés sur la commune en 2019, 282 sont en aléa moyen ou fort, soit 100 %, à comparer aux 94 % au niveau départemental et 54 % au niveau national. Une cartographie de l'exposition du territoire national au retrait gonflement des sols argileux est disponible sur le site du BRGM,.

## Histoire
Le territoire a vu, au fil des siècles, une présence humaine dont les traces, conjuguées à de riches sources écrites, ont permis de reconstituer de larges plages historiques.

### Préhistoire
De l'époque néolithique à l'âge du bronze (- 6000 – 7000), des campements sporadiques de groupes humains nomades ont signalé leur présence sur le terroir par des dépôts de céramiques. Plus tard, des indices monétaires attestent que l'âge du fer (- 700 – 125) a vu sur la commune s'établir une vie et des relations commerciales entre des populations diverses, en majorité constituées par des Ligures d'Italie et des Ibères natifs d'Espagne.

### Antiquité
C'est l'époque romaine qui vient apporter les premiers signes d'une occupation vraiment organisée. En effet, si les sources écrites font mention de Magrianum, le domaine de Macrius, nom du propriétaire gallo-romain, les multiples indices relevés sur le terrain apportent les preuves d'une organisation de vie aux alentours du Ier siècle apr. J.-C. avec des éléments de construction, de stockage des denrées et de rites funéraires.

### Moyen Âge
Les invasions barbares et le haut Moyen Âge laissent le village dans un silence obscur alors que le Razès, en 870, passe à la maison comtale de Carcassonne. Dès 1068, le comte de Barcelone, Raymond Bérenger Ier introduit la dynastie catalane dans le Languedoc en achetant les comtés de Carcassonne et de Razès. Des luttes successorales aboutissent au renforcement de la famille des Trencavel comtes de Béziers et de Razès.
Ces mêmes comtes cèdent des terres, dont le terroir de Magrie aux religieux des abbayes de Lagrasse et de Saint Polycarpe en 1036 et en 1082.
Au XIIIe siècle, de bonnes conditions climatiques assurent l'épanouissement démographique de la commune, suivies au XIVe siècle par des famines, des épidémies de peste et vraisemblablement à une moindre organisation du terroir, en partie due à la guerre de Cent Ans. Les guerres de religion au XIVe siècle atteignent le village. Magrie est pris par les protestants, le 18 mars 1578, contre la volonté du roi Henri IV. Prise de peu de durée car les catholiques le reprennent le mois suivant. Le XVIIe siècle fait subir à la population des famines (1631), des épidémies de peste (1529-1536 ; 1628-1629). Le gel catastrophique de 1709 anéantit la culture de l'olivier dans toute la province.

#### Les Templiers et les Hospitaliers
L'entrée en croisade des grands seigneurs méridionaux favorise un grand élan spirituel qui va accentuer les donations en faveur des Hospitaliers de l'ordre de Saint-Jean de Jérusalem, fondé vers le milieu du XIe siècle.
En 1134, la famille des comtes de Béziers et de Carcassonne, cède des terres de Magrie à l'ordre du Temple et à l'ordre de Saint-Jean de Jérusalem sans que le village ait été, dès lors, érigé en commanderie.
Vraisemblablement, le village le devient après l'église et le château de Magrie. Par la suite, la commanderie de Magrie fera partie intégrante de celle plus importante de Douzens. Le terroir de Magrie, enrichi par de nombreuses possessions extérieures, restera aux mains des Hospitaliers jusqu'à la Révolution française.

### Temps modernes
Les années précédant la Révolution sont très mauvaises dans toute la région, ce qui explique un peu partout des mécontentements. Sans que des faits vraiment sanglants soient venus perturber le village, à la suite des événements nationaux, on note, le 16 juin 1791 que la maison curiale est cambriolée. On y prend du fourrage et des registres qu'on incendie sur la place publique. Et c'est dans les soubresauts de l'histoire nationale que celle de Magrie va se fondre, petit à petit, pour vivre au gré des empires et des républiques sa vie jusqu'à nos jours.

## Politique et administration

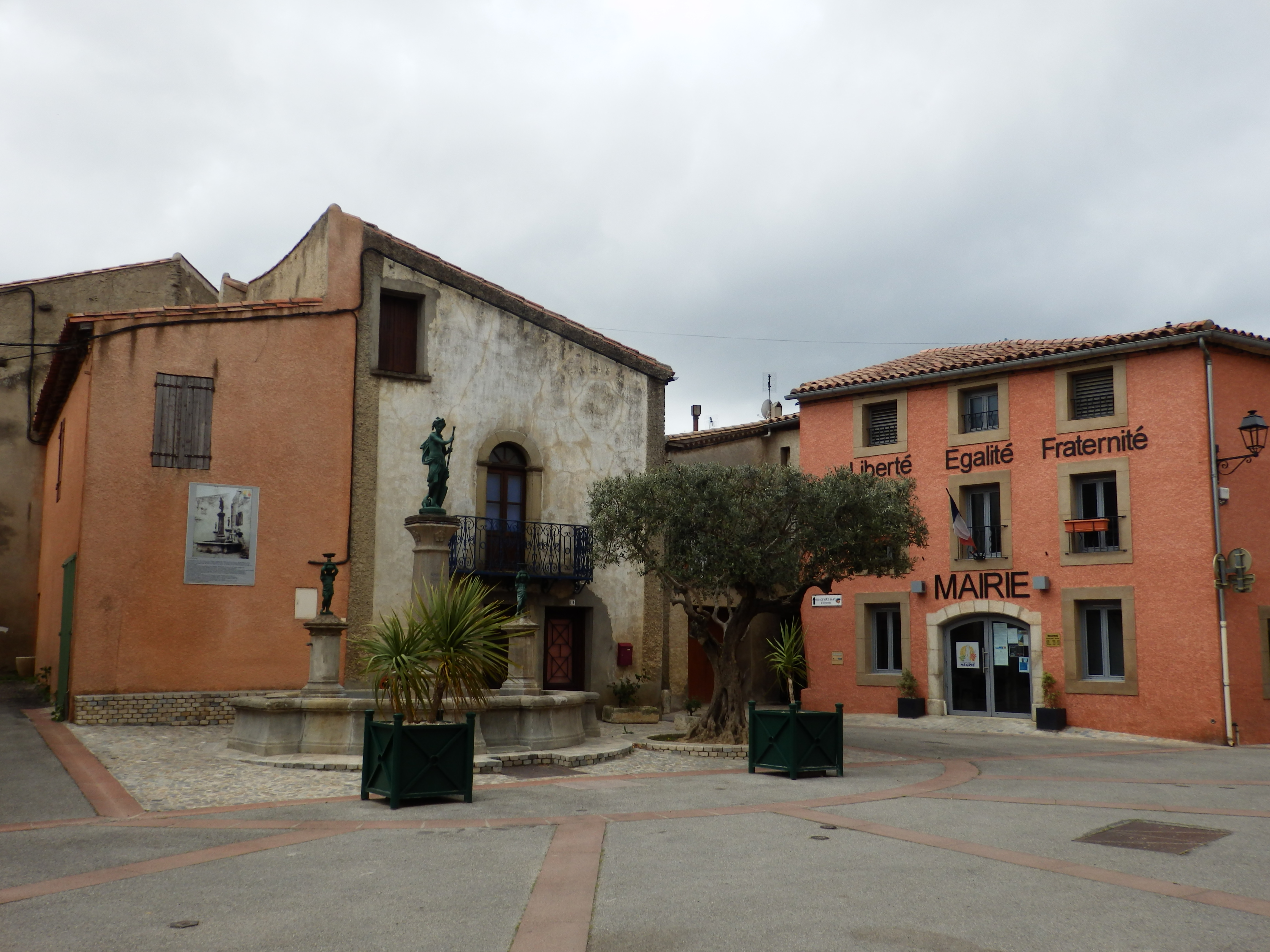
La mairie de Magrie.

### Rattachements administratifs et électoraux

#### Rattachements administratifs
La commune se trouve  dans l'arrondissement de Limoux du département de l'Aude.
Elle faisait partie depuis 1801 du canton de Limoux. Dans le cadre du redécoupage cantonal de 2014 en France, cette circonscription administrative territoriale a disparu, et le canton n'est plus qu'une circonscription électorale.

#### Rattachements électoraux
Pour les élections départementales, la commune fait partie depuis 2014 du canton de la Région-Limouxine.
Pour l'élection des députés, elle fait partie de la troisième circonscription de l'Aude.

### Intercommunalité
Magrie était membre de la communauté de communes du Limouxin et du Saint-Hilairois, un établissement public de coopération intercommunale (EPCI) à fiscalité propre créé en 2003 et auquel la commune avait transféré un certain nombre de ses compétences, dans les conditions déterminées par le code général des collectivités territoriales.
Conformément aux prescriptions de la loi de réforme des collectivités territoriales du 16 décembre 2010, qui a prévu le renforcement et la simplification des intercommunalités et la constitution de structures intercommunales de grande taille, cette intercommunalité a fusionné avec ses voisines  pour former, le 1er janvier 2014, la communauté de communes du Limouxin, dont est désormais membre la commune.

### Liste des maires
| Période                                  | Période                       | Identité                | Étiquette   | Qualité                                                       |
| ---------------------------------------- | ----------------------------- | ----------------------- | ----------- | ------------------------------------------------------------- |
| Les données manquantes sont à compléter. |                               |                         |             |                                                               |
| 1790                                     | 1796                          | Pierre Jacques Maurel   |             |                                                               |
| 1796                                     | 1796                          | Théodore Tailhan        |             |                                                               |
|                                          |                               |                         |             |                                                               |
| 1808                                     | 1822                          | Hyacinthe Filh          |             |                                                               |
| 1823                                     | 1830                          | Guillaume Tailhan-Boyer |             |                                                               |
| 1830                                     | 1831                          | Guillaume Pons          |             |                                                               |
| 1831                                     | 1851                          | Baptiste Monge          |             |                                                               |
| 1851                                     | 1871                          | Louis Pons              |             |                                                               |
| 1871                                     | 1876                          | Pierre Tailhan          |             |                                                               |
| 1876                                     | 1886                          | Antoine Aymeric         |             |                                                               |
| 1886                                     | 1889                          | Antoine Gabanou         |             |                                                               |
| 1889                                     | 1892                          | Joseph Labatut          |             |                                                               |
| 1892                                     | 1896                          | Joseph Labatut          |             |                                                               |
| 1896                                     | 1907                          | Maurice Aymeric         |             |                                                               |
| 1907                                     | 1912                          | Gabriel Rivière         |             |                                                               |
| 1912                                     | 1935                          | Théophile Filh          |             |                                                               |
| janvier 1935                             | mai 1935                      | Antoine Guilhem         |             |                                                               |
| 1935                                     | 1944                          | Théophile Filh          |             |                                                               |
| 1944                                     | 1947                          | Baptiste Bossieux       |             |                                                               |
| 1947                                     | 1966                          | Gabriel Aymeric         |             |                                                               |
| 1966                                     | 1971                          | Hubert Tailhan          |             |                                                               |
| 1971                                     | 1980                          | Désiré Tailhan          |             |                                                               |
| 1980                                     | 1995                          | Henri Soler             |             |                                                               |
| juin 1995                                | mai 2023                      | Didier Combis           | Renaissance | Cadre administratif ou commercial d'entreprise Démissionnaire |
| juillet 2023                             | En cours (au 18 janvier 2024) | Christiane Jeanfreu     |             | Cadre retraitée                                               |

## Population et société
Les habitants sont appelés les Magriains ou Magriaines.

### Démographie
L'évolution du nombre d'habitants est connue à travers les recensements de la population effectués dans la commune depuis 1793. Pour les communes de moins de 10 000 habitants, une enquête de recensement portant sur toute la population est réalisée tous les cinq ans, les populations de référence des années intermédiaires étant quant à elles estimées par interpolation ou extrapolation. Pour la commune, le premier recensement exhaustif entrant dans le cadre du nouveau dispositif a été réalisé en 2005.

En 2022, la commune comptait 543 habitants, en évolution de +2,07 % par rapport à 2016 (Aude : +2,65 %, France hors Mayotte : +2,11 %).
| 1793 | 1800 | 1806 | 1821 | 1831 | 1836 | 1841 | 1846 | 1851 |
| ---- | ---- | ---- | ---- | ---- | ---- | ---- | ---- | ---- |
| 428  | 507  | 478  | 449  | 267  | 464  | 495  | 423  | 436  |

| 1856 | 1861 | 1866 | 1872 | 1876 | 1881 | 1886 | 1891 | 1896 |
| ---- | ---- | ---- | ---- | ---- | ---- | ---- | ---- | ---- |
| 407  | 430  | 402  | 352  | 371  | 371  | 345  | 298  | 291  |

| 1901 | 1906 | 1911 | 1921 | 1926 | 1931 | 1936 | 1946 | 1954 |
| ---- | ---- | ---- | ---- | ---- | ---- | ---- | ---- | ---- |
| 320  | 302  | 313  | 271  | 286  | 309  | 302  | 296  | 298  |

| 1962 | 1968 | 1975 | 1982 | 1990 | 1999 | 2005 | 2006 | 2010 |
| ---- | ---- | ---- | ---- | ---- | ---- | ---- | ---- | ---- |
| 314  | 315  | 296  | 353  | 369  | 421  | 505  | 519  | 511  |

| 2015 | 2020 | 2022 | - | - | - | - | - | - |
| ---- | ---- | ---- | - | - | - | - | - | - |
| 528  | 537  | 543  | - | - | - | - | - | - |

Magrie est une commune rurale qui compte 543 habitants en 2022, après avoir connu une forte hausse de la population depuis 1975.

### Manifestations culturelles et festivités
L'association « l'Art s'invite à Magrie » organise le premier week-end d’octobre une fête de l'art qui investit le village, le transformant en une galerie à ciel ouvert.

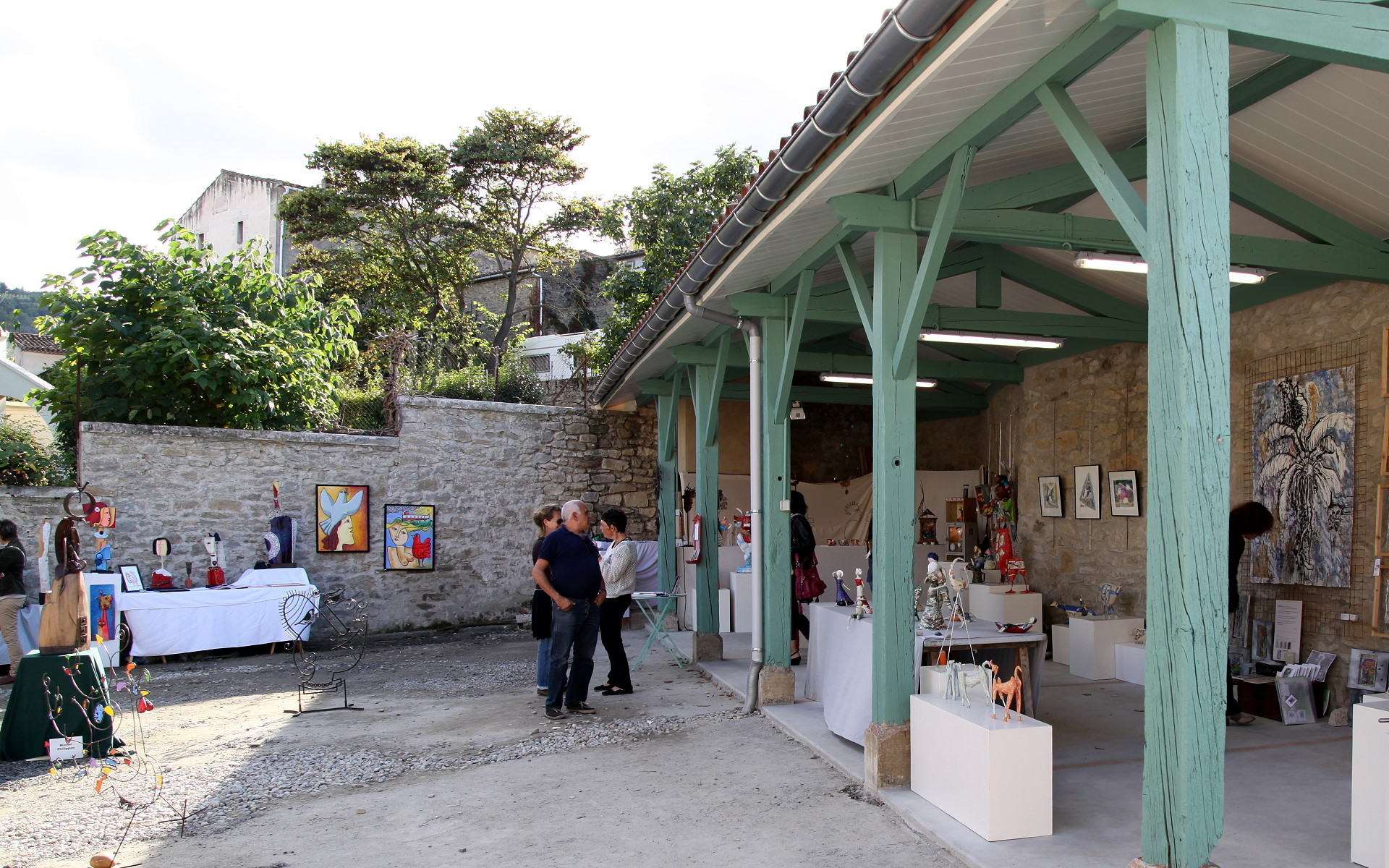
Expo 2013.
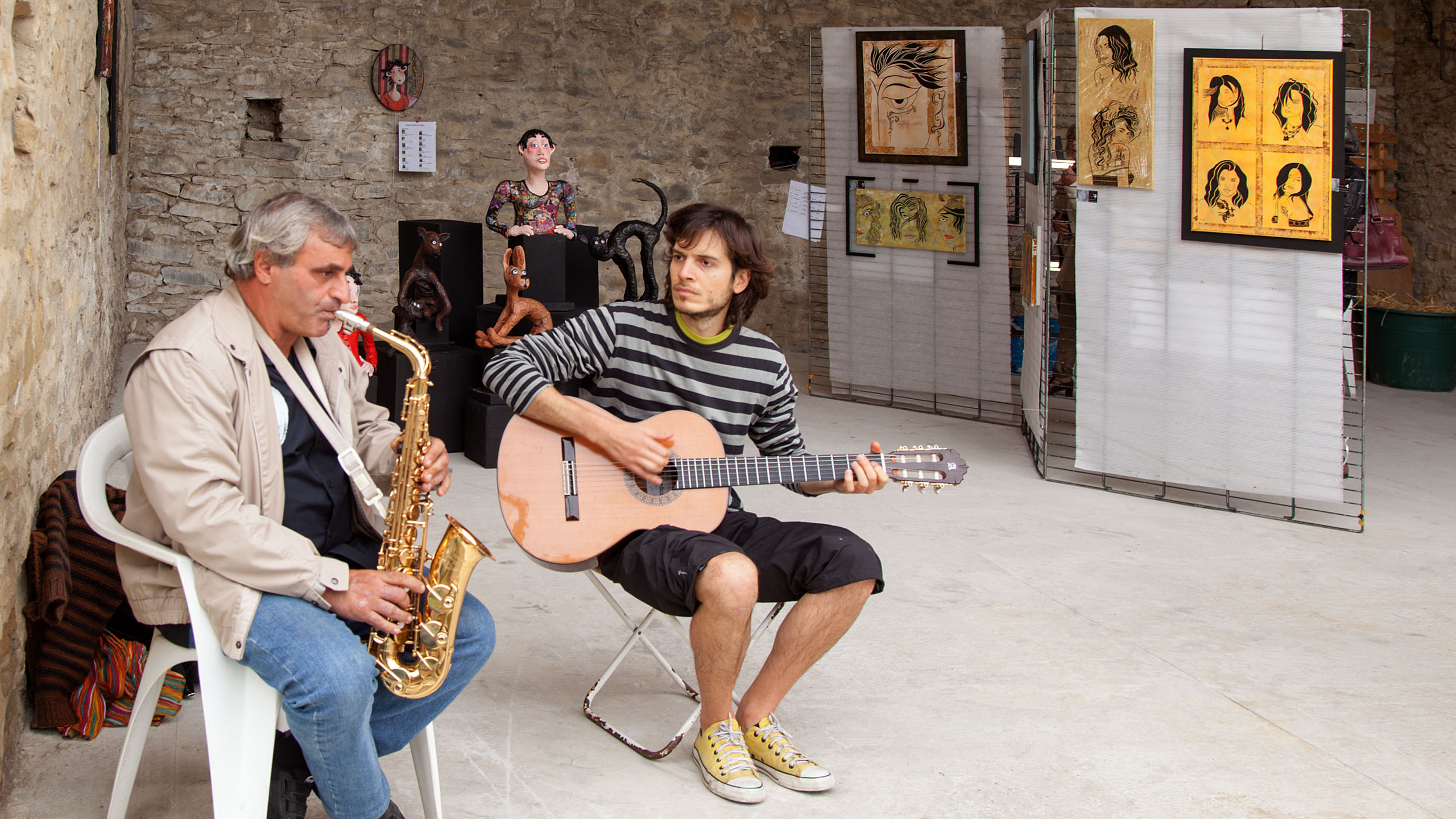
Expo 2015.
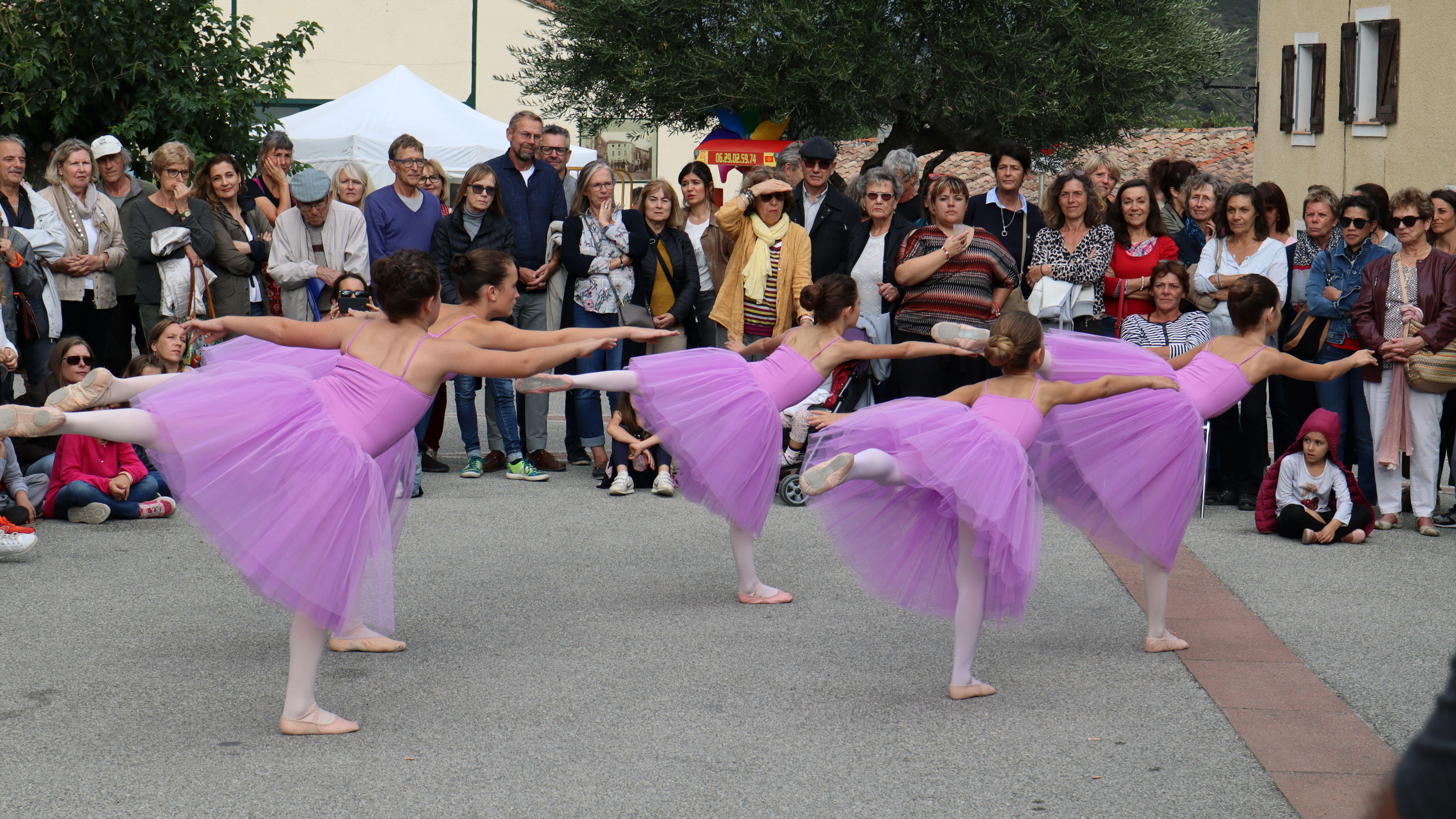
Expo 2019.

## Économie

### Revenus
En 2018  (données INSEE publiées en septembre 2021), la commune compte 226 ménages fiscaux, regroupant 504 personnes. La médiane du revenu disponible par unité de consommation est de 21 340 € (19 240 € dans le département).

### Emploi
| Division       | 2008   | 2013   | 2018   |
| -------------- | ------ | ------ | ------ |
| Commune        | 8,8 %  | 10,9 % | 7,5 %  |
| Département    | 10,2 % | 12,8 % | 12,6 % |
| France entière | 8,3 %  | 10 %   | 10 %   |

En 2018, la population âgée de 15 à 64 ans s'élève à 289 personnes, parmi lesquelles on compte 72,9 % d'actifs (65,4 % ayant un emploi et 7,5 % de chômeurs) et 27,1 % d'inactifs,. En  2018, le taux de chômage communal (au sens du recensement) des 15-64 ans est inférieur à celui de la France et du département, alors qu'en 2008 il était supérieur à celui de la France.
La commune fait partie de la couronne de l'aire d'attraction de Limoux, du fait qu'au moins 15 % des actifs travaillent dans le pôle,. Elle compte 31 emplois en 2018, contre 30 en 2013 et 45 en 2008. Le nombre d'actifs ayant un emploi résidant dans la commune est de 194, soit un indicateur de concentration d'emploi de 15,8 % et un taux d'activité parmi les 15 ans ou plus de 48,2 %.
Sur ces 194 actifs de 15 ans ou plus ayant un emploi, 23 travaillent dans la commune, soit 12 % des habitants. Pour se rendre au travail, 93,4 % des habitants utilisent un véhicule personnel ou de fonction à quatre roues, 1,5 % les transports en commun, 1 % s'y rendent en deux-roues, à vélo ou à pied et 4,1 % n'ont pas besoin de transport (travail au domicile).

### Activités hors agriculture

#### Secteurs d'activités
21 établissements sont implantés  à Magrie au 31 décembre 2019. Le tableau ci-dessous en détaille le nombre par secteur d'activité et compare les ratios avec ceux du département,. Le secteur des activités spécialisées, scientifiques et techniques et des activités de services administratifs et de soutien est prépondérant sur la commune puisqu'il représente 23,8 % du nombre total d'établissements de la commune (5 sur les 21 entreprises implantées  à Magrie), contre 13,3 % au niveau départemental.

#### Entreprises

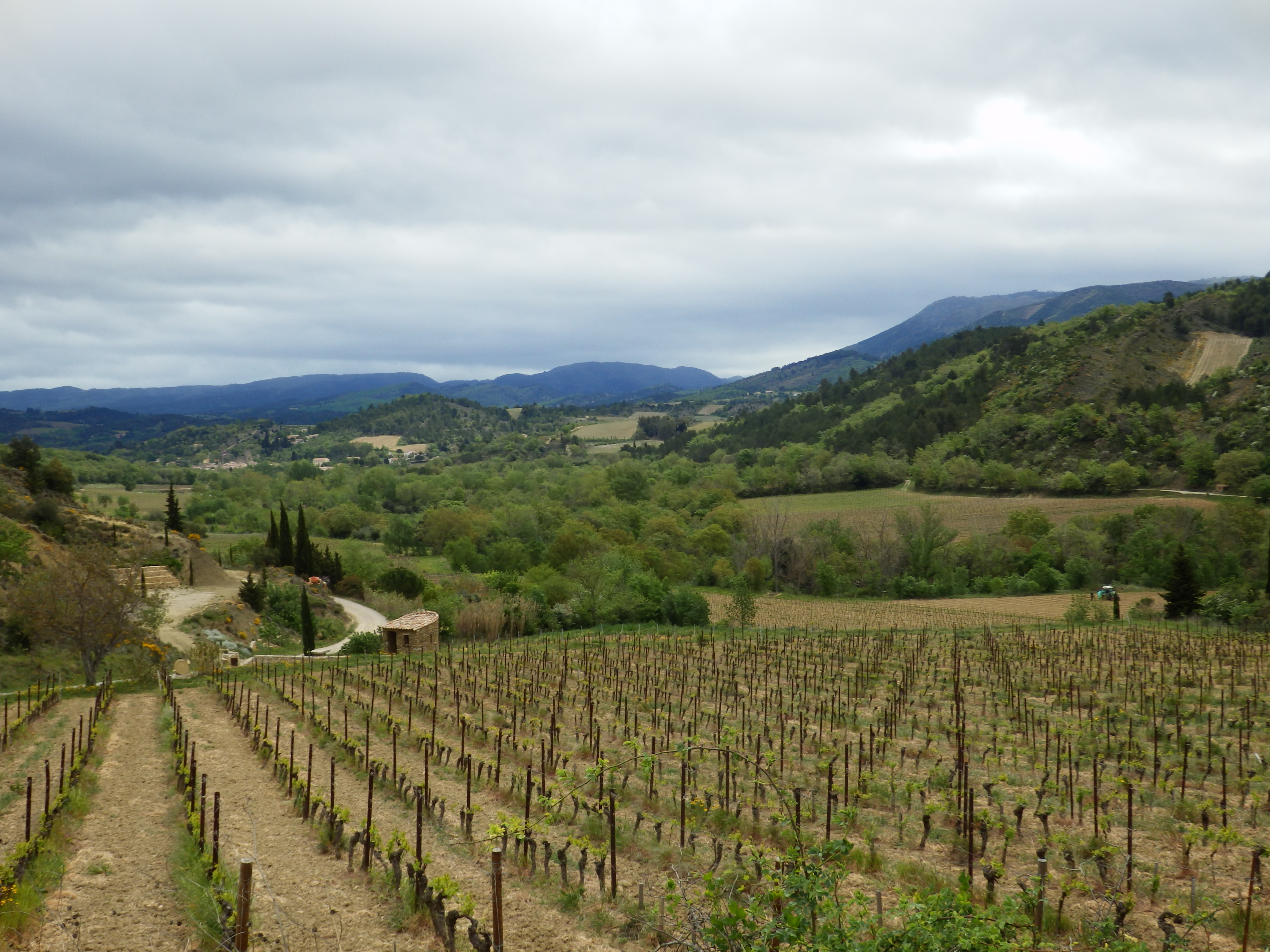
Vignoble à Magrie.

Magrie est un village où l'on peut trouver de nombreuses vignes. Il y a plus de 184 ha de vignes cultivées pour une production moyenne annuelle de 11 000 hl.
Le vignoble de Magrie bénéficie d'un ensoleillement remarquable, d'un cadre et d'un terroir uniques au pied des Pyrénées. Grâce à cela on obtient de grands vins AOC blancs : Toques et clochers, Ancestrale, Crémant, Blanquette de Limoux ; et les rouges : Anne de Joyeuses, Merlot, Cabernet, Pinot[Lequel ?].
Environ un tiers des viticulteurs élaborent leur récolte en chais particuliers, principalement la Blanquette Ancestrale. Les autres sont affiliés aux Caves Sieur d'Arques et Anne de Joyeuses.

### Agriculture
La commune est dans le Razès, une petite région agricole occupant l'ouest du département de l'Aude, également dénommée localement « Volvestre et Razès ». En 2020, l'orientation technico-économique de l'agriculture  sur la commune est la viticulture.
|               | 1988 | 2000 | 2010 | 2020 |
| ------------- | ---- | ---- | ---- | ---- |
| Exploitations | 54   | 23   | 17   | 11   |
| SAU (ha)      | 297  | 211  | 121  | 63   |

Le nombre d'exploitations agricoles en activité et ayant leur siège dans la commune est passé de 54 lors du recensement agricole de 1988  à 23 en 2000 puis à 17 en 2010 et enfin à 11 en 2020, soit une baisse de 80 % en 32 ans. Le même mouvement est observé à l'échelle du département qui a perdu pendant cette période 60 % de ses exploitations,. La surface agricole utilisée sur la commune a également diminué, passant de 297 ha en 1988 à 63 ha en 2020. Parallèlement la surface agricole utilisée moyenne reste stable à 6 ha.

## Culture locale et patrimoine

### Lieux et monuments

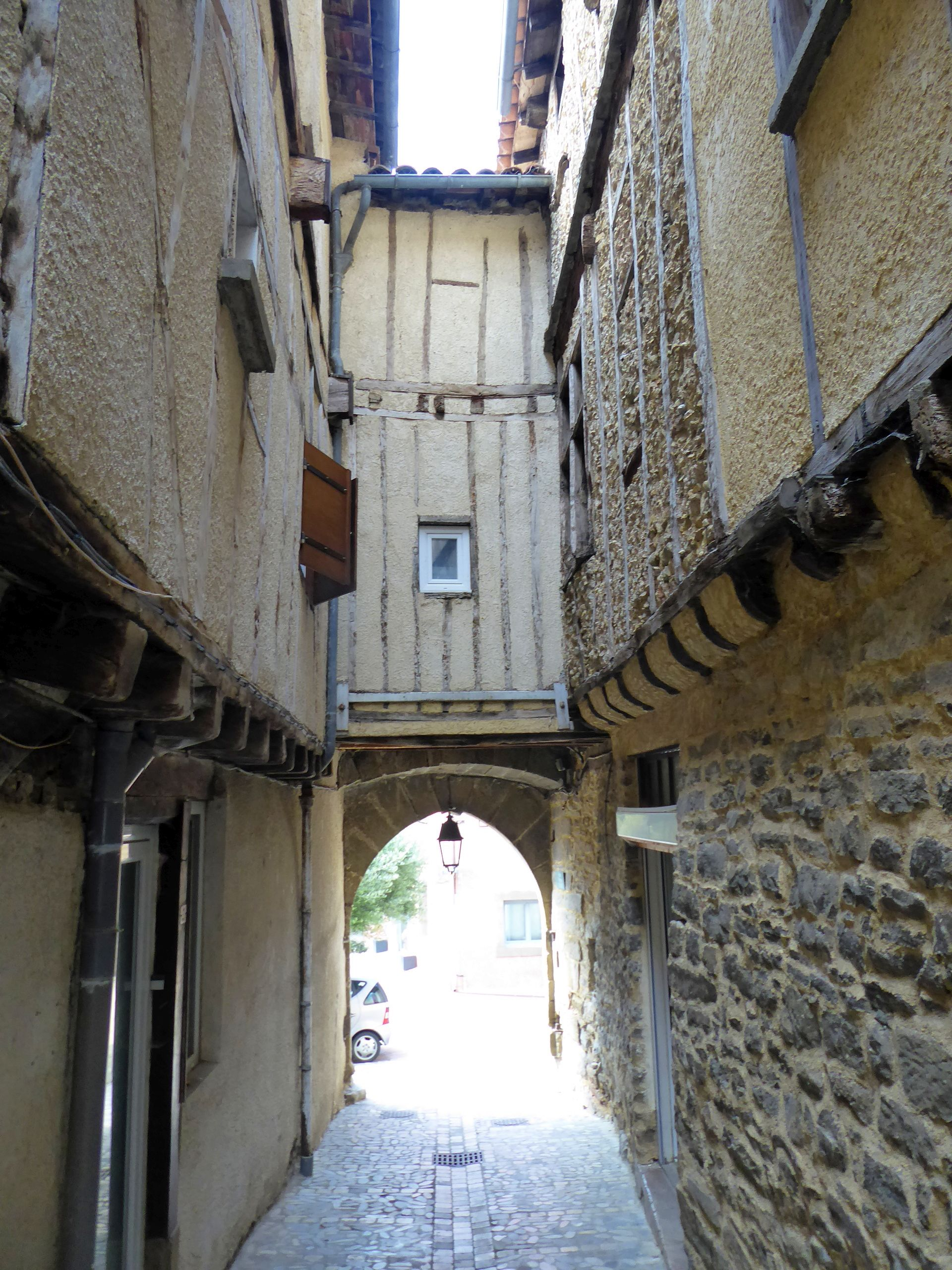
La porte et sa ruelle.

- Église Saint-Julien-et-Sainte-Basilisse de Magrie, su XIIe siècle, de style roman. L'église est dédiée aux saints Julien et Basilisse. Elle a été fortement modiofiée au XIXe siècle.

L'église Saint-Julien-et-Sainte-Basilisse de Magrie
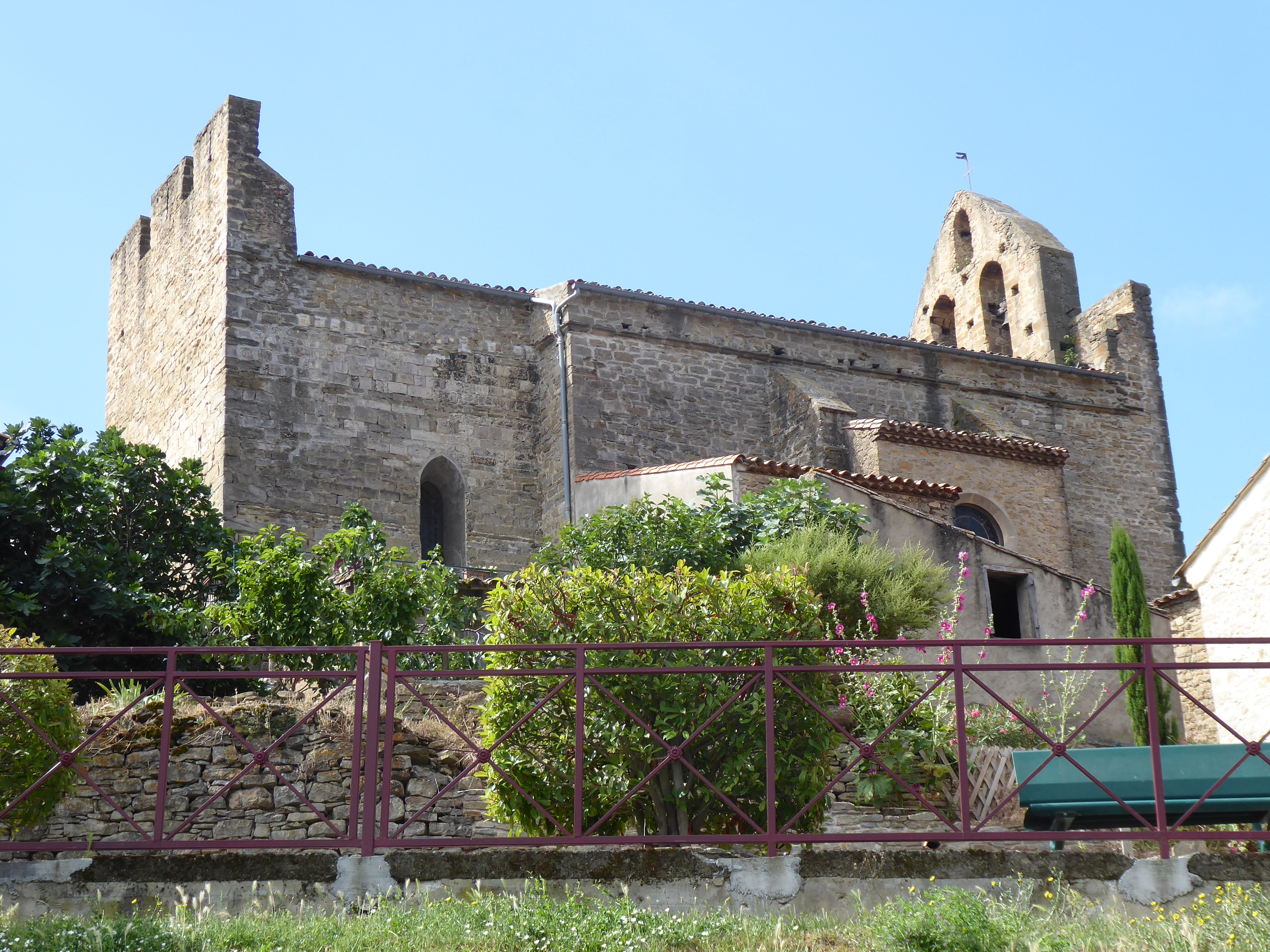
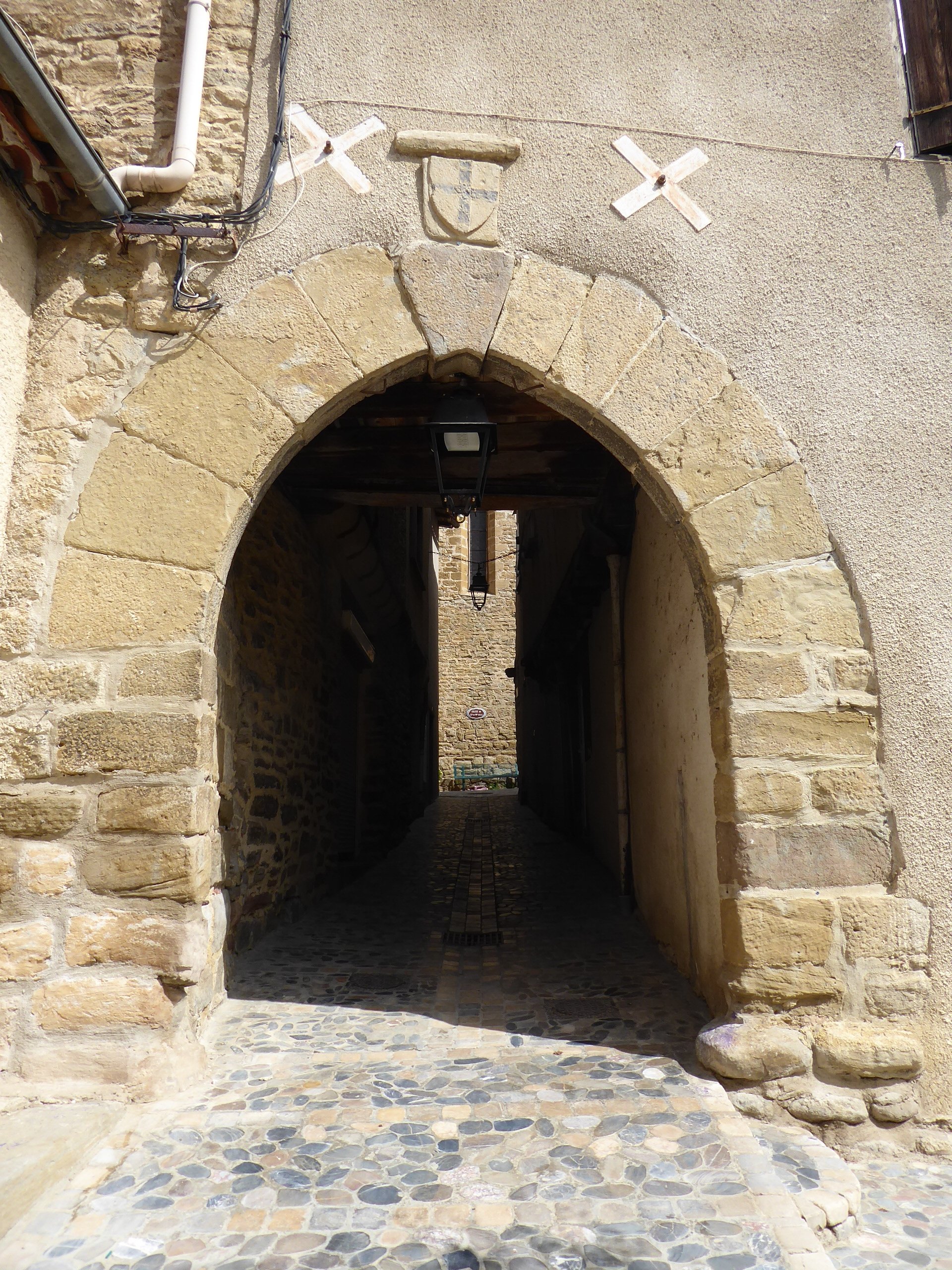
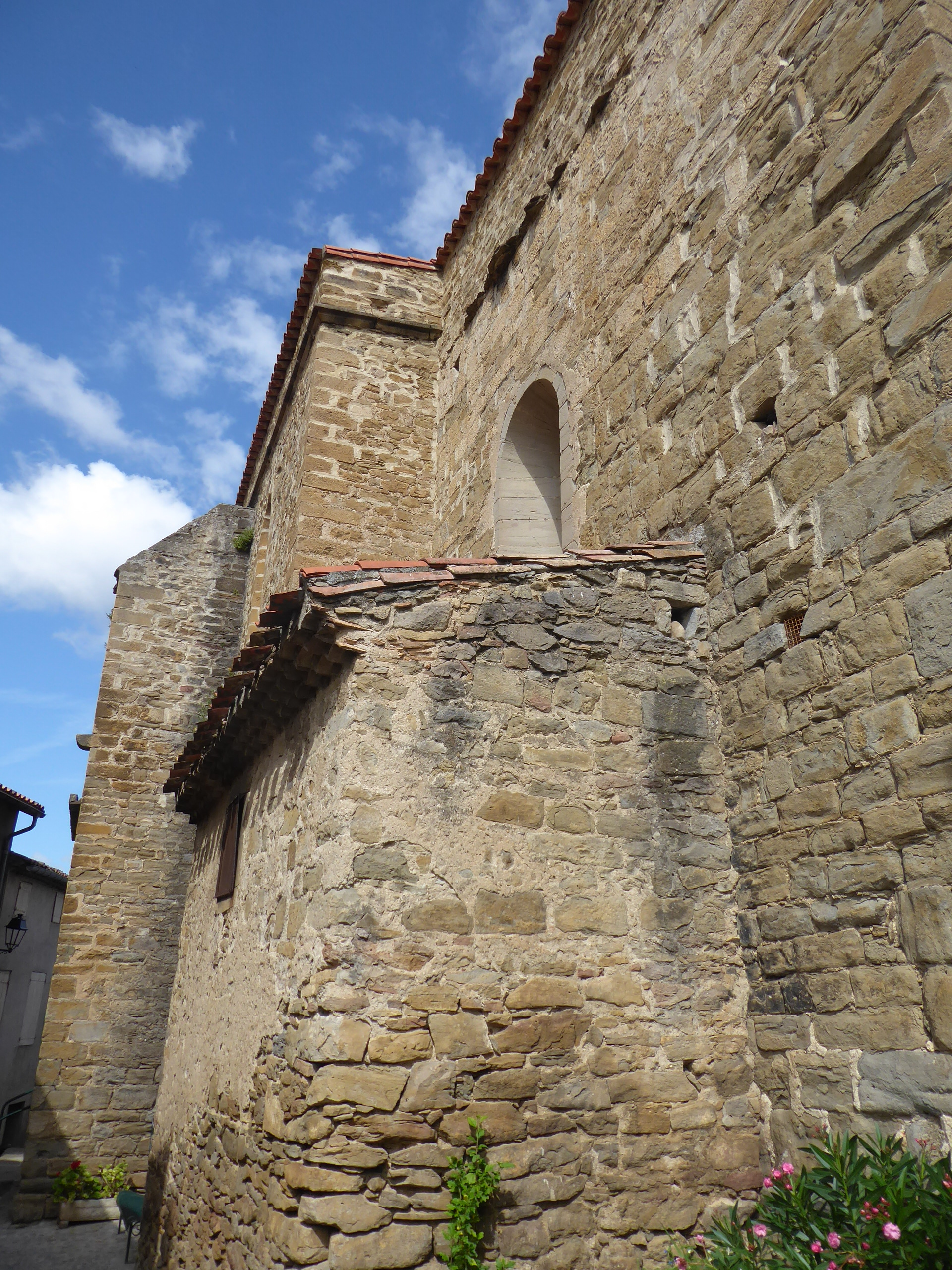
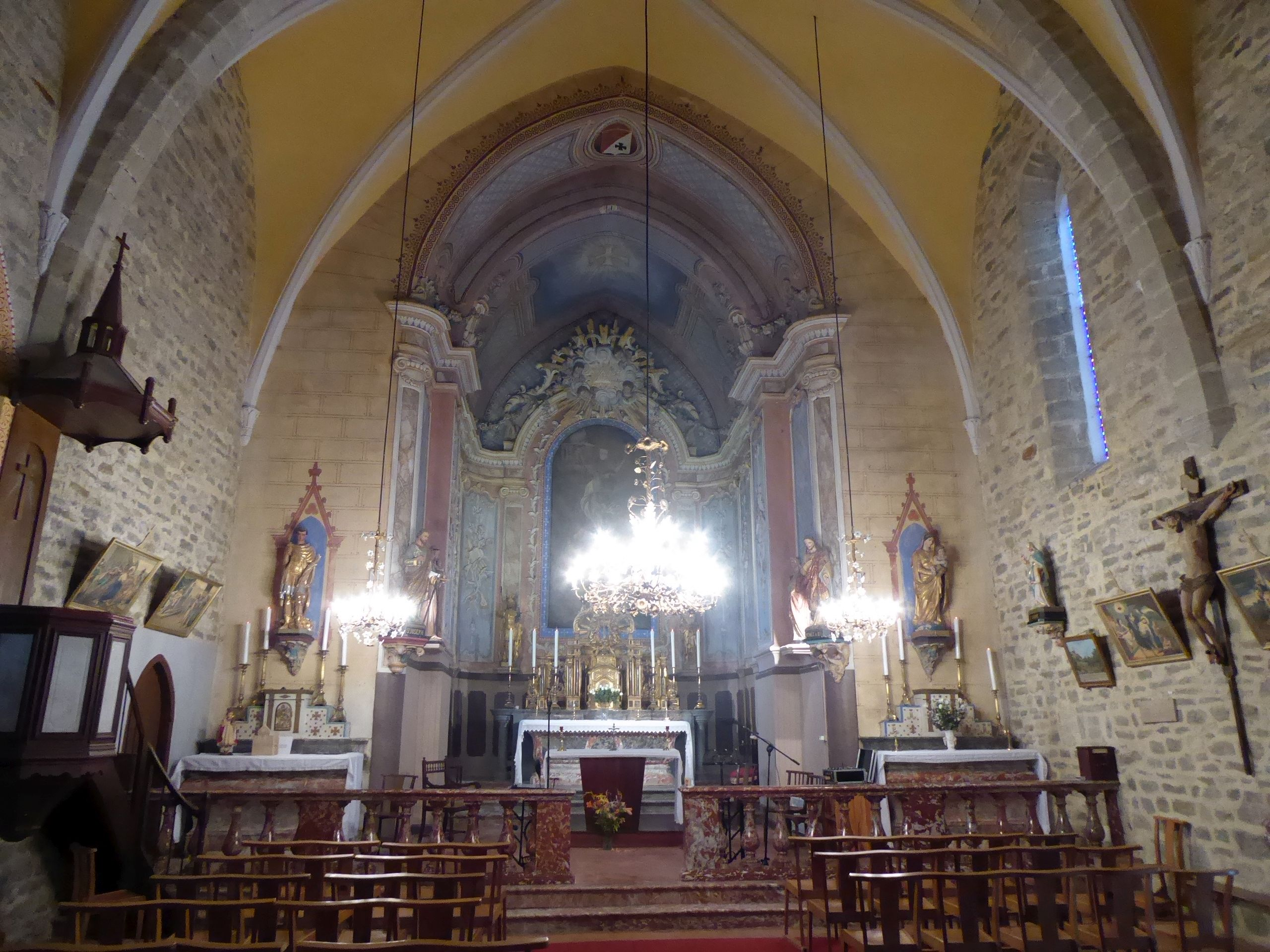
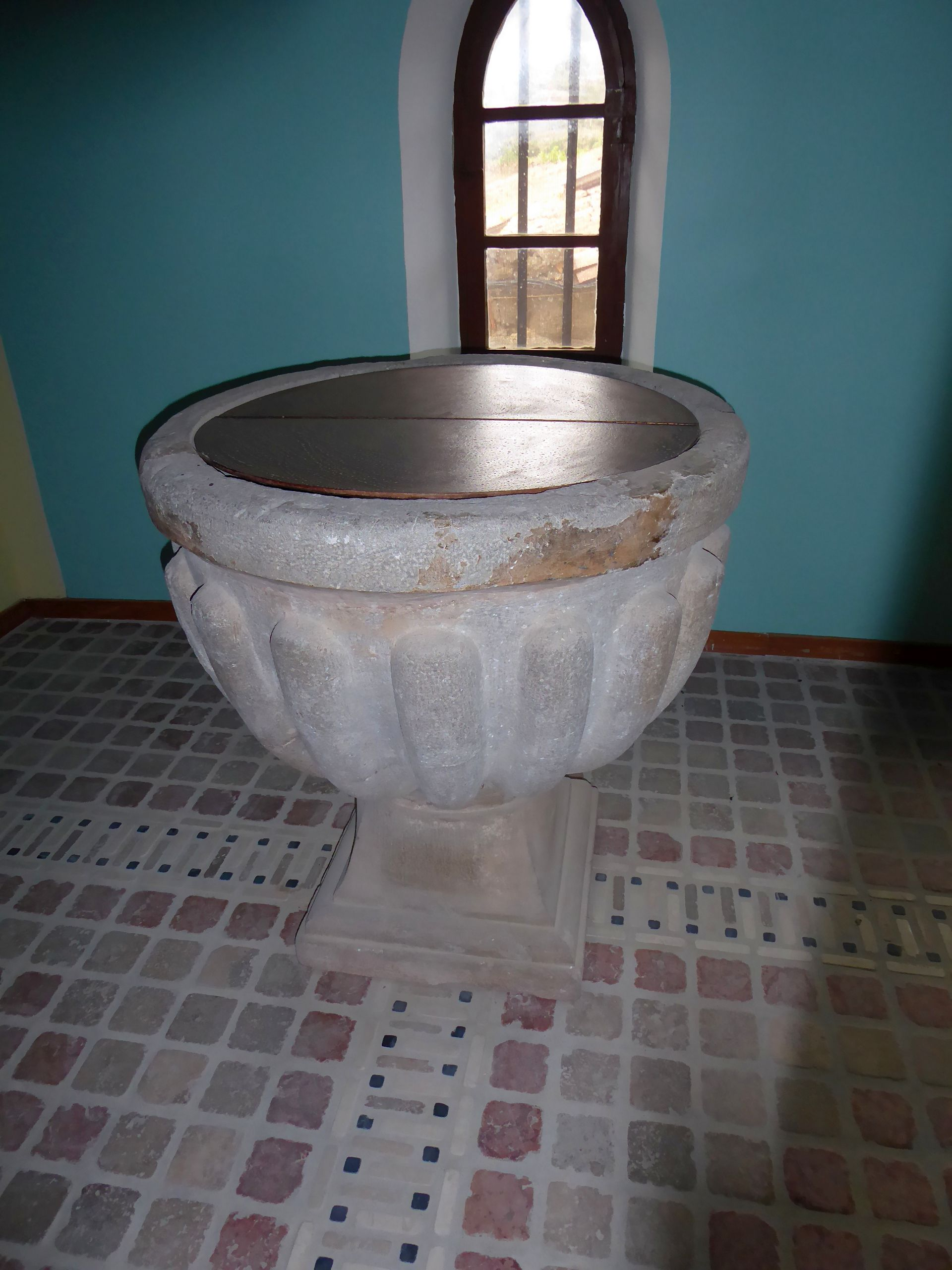

- Village « en circulade[1] ». La porte ogivale bordée de douze claveaux en grès et vsurmontée d’une pierre carrée, abritée par une moulure saillante, comportant un écu bûché sur lequel on a peint une croix pattée rappelant la croix de Malte s’ouvre  au sud de l’enceinte et donne accès à la place nommée en 1230 « Place du Bon Conseil » par une ruelle bordée de maisons anciennes à pans de bois. Sur la place se trouve une volée de marches en arrondi, garnies de galets sciés enserrant un magnifique olivier[39].
- Ancien château, modifié, rénové, agrandi et surélevé à plusieurs reprises ainsi qu'en atteste des rapports d’inspection de la Commanderie de Magrie s’échelonnant de 1678 à 1778. Lors de la Révolution française, le château, qui appartenait à l'Ordre de Malte est vendu comme bien national, et est depuis lors une propriété privée modifiée en fonction des besoins de ses propriétaires[39].

- La fontaine, édifiée en 1882, au début de la Troisième République et ornée de l'inscription « LIBERTÉ ÉGALITÉ FRATERNITÉ / 14 JUILLET 1882 / RÉPUBLIQUE FRANÇAISE ». Elle est constituée d’un bassin mouluré en pierre de plan polygonal avec fût central orné d’une statue en fonte représentant une nymphe des eaux et de deux socles secondaires, aux robinets distributeurs, supportant des statues d’enfants en tunique munis d’un vase sur la tête. La statue centrale est réalisée  sur le modèle d’une œuvre du sculpteur Albert-Ernest Carrier de Belleuse qui orne une fontaine de la place André Malraux à Paris.
Cette fontaine remplaçait la Fontaine vieille réalisée par les Hospitaliers et qui s'était progressivement tarie. Jouxtant le ruisseau Périé mentionné en 1147, cette Fontaine vieille se présente sous la forme d’un puits, bâti de section carrée, surmonté d’une voute, occultant avec sa façade de pierre les 8 mètres de profondeur d’eau provenant de la montagne des Costes[39]
- L'ancien moulin à vent, édifié au XVe siècle, important du XVe au XVIIIe siècle, a cessé son activité vers 1750 et il n'en subsiste  que la tour, qui avait été transformée en pigeonnier[39].
- Croix de rogations, Chemin de Tourreilles[39].
- Chemin des cabanes entre Magrie et Cournanel, une randonnée pédestre de 5 km au pied du Pic de Brau, à la découverte de cabanes des vignerons[1].
- Théâtre de plein-air situé en plein air au milieu des vignes et  réalisé à l’initiative de l’association “Entre Magrie et Cournanel”. Il est constitué de six rangées semi-circulaires de gradins en pierre de Roquetaillade[39].

### Héraldique
| Blason de Magrie | Blason  | De gueules à la croix de Malte d'argent bordée d'or. |
| Blason de Magrie | Détails | Le statut officiel du blason reste à déterminer.     |
| Blason de Magrie | Alias   | Taillé de gueules et d'argent.                       |

## Pour approfondir